# Руй Мигел
Руй Мигел Мариньо Рейш (на португалски: Rui Miguel Marinho Reis) е бивш португалски футболист, нападател. Роден е на 30 януари 1984 г. в Коимбра, Португалия. От 2009 г. е футболист на Килмарнък.

## Кариера
Силва играе 5 години в родината си за отборите на Академика (Коимбра), Спортинг Помбал и Тоуризенсе, след което се премества да играе в България през юни 2008, подписвайки договор с Локомотив (Мездра). За Локомотив Руй Мигел играе в 13 мача от А група и вкарва 3 гола.
Заедно със съотборника си Давид Силва през януари 2009 преминават в ЦСКА.
През лятото на 2010 Руи Мигел се събира отново с Давид Силва, този път в шотландския отбор Килмарнък.